# 翠塘花園

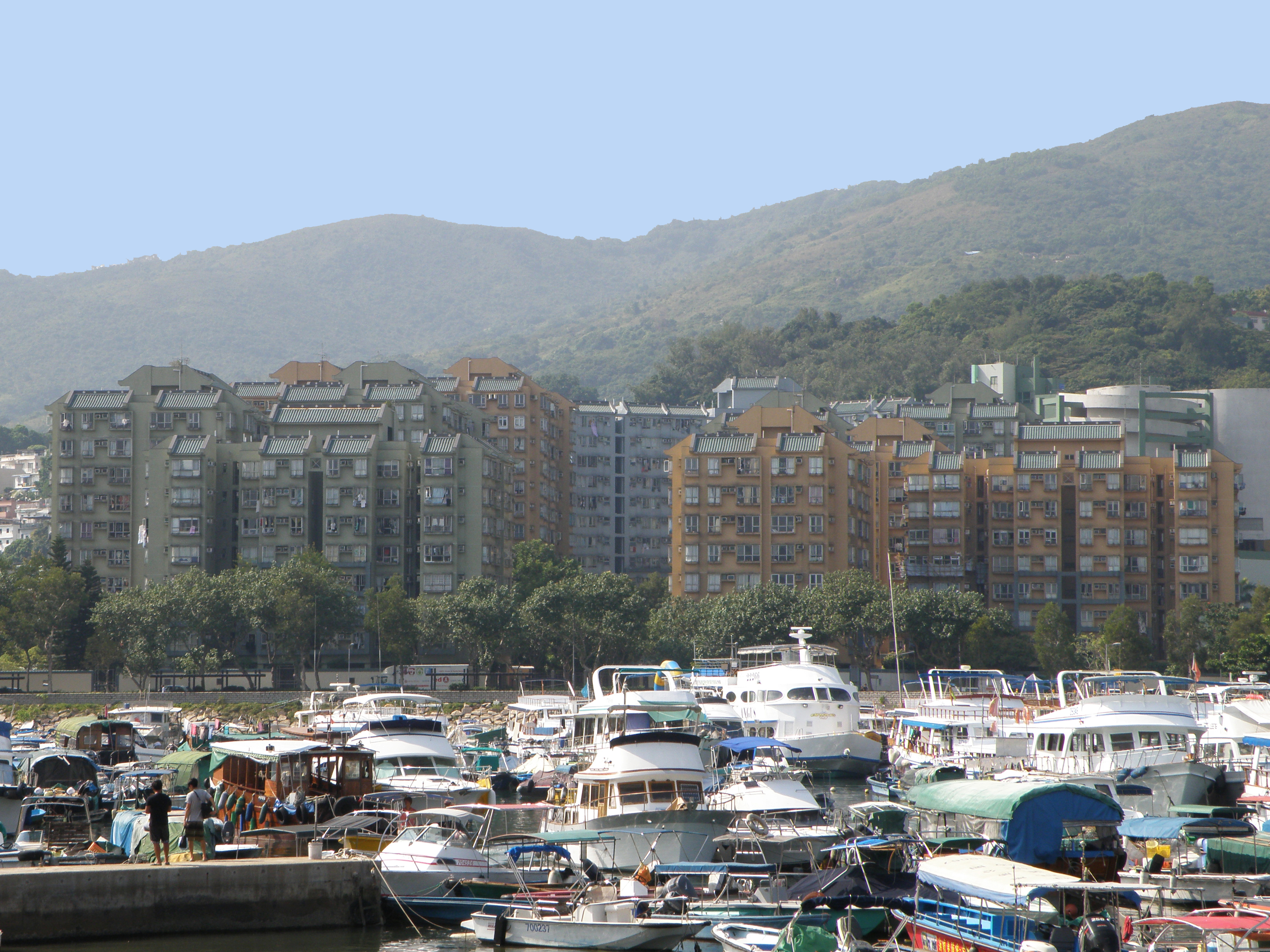
從海旁看翠塘花園

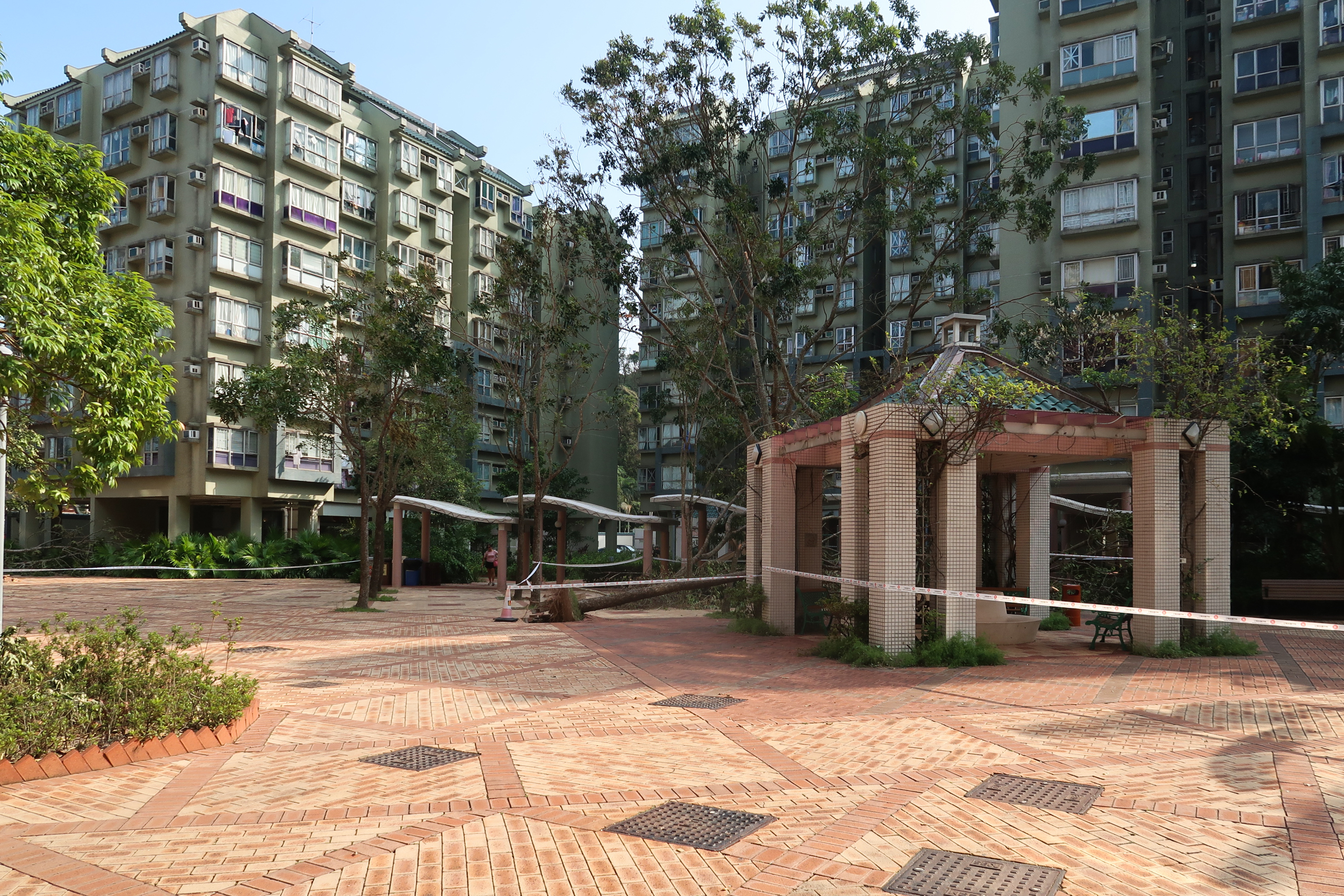
屋邨內園

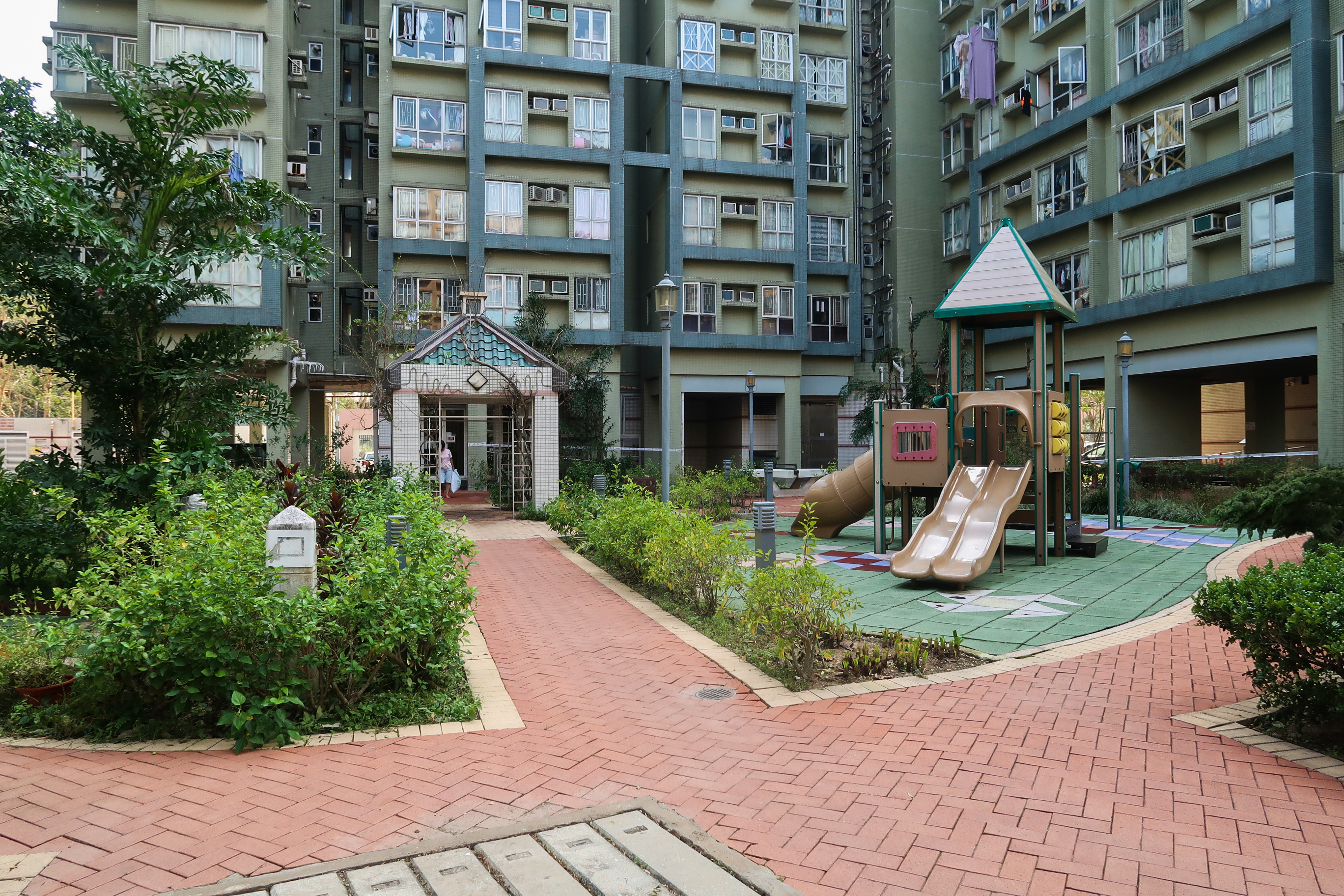
兒童遊樂場

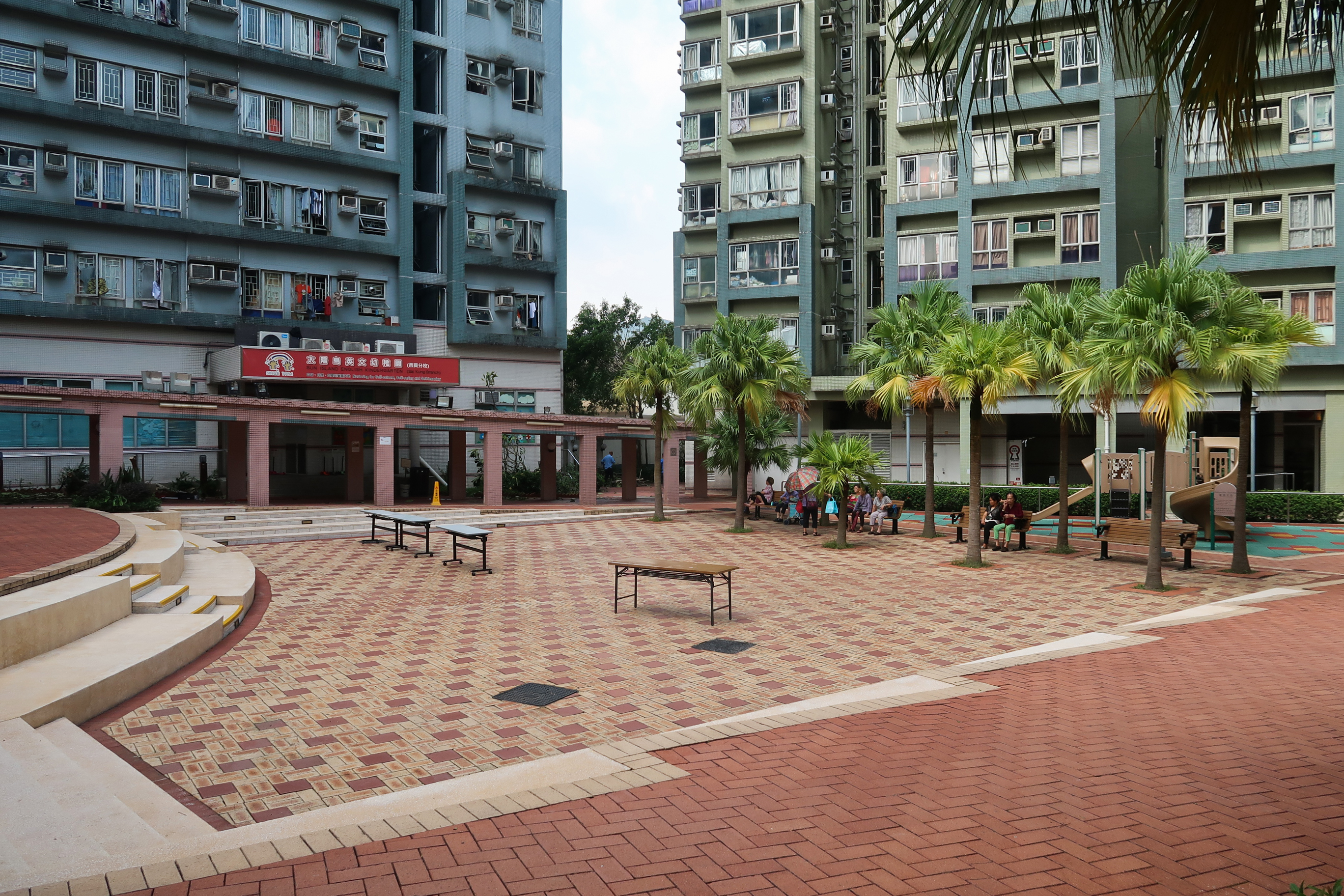
廣場和幼稚園

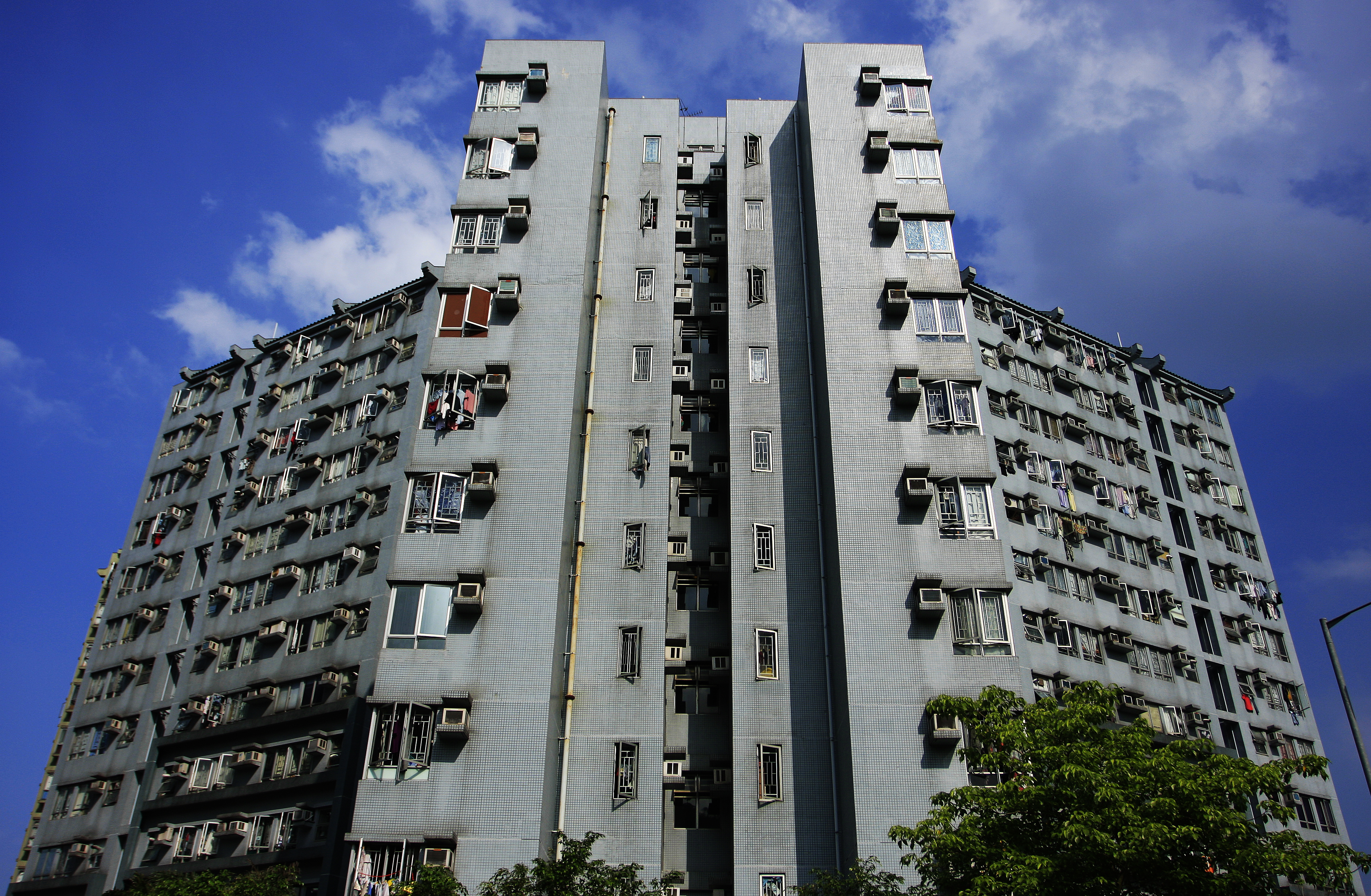
第十一座的出租大廈之外觀

翠塘花園（英語：Lakeside Garden）是香港的一個房協資助私人屋苑，位於新界西貢區西貢市翠塘路1號，丈量約份215地段1126號的填海地，屬於香港房屋協會興建的唯一一個「郊區公共房屋／住宅發售計劃」綜合性的屋苑，由興業建築師設計，保華建業集團承建，除了保留1幢（第11座）作「郊區公共房屋」出租之外，其餘10幢（第1至10座）全部以「住宅發售計劃」方式出售，於1997年落成入伙。
屋苑以中國鄉村式為設計意念，大廈頂部配有斜屋頂，上面鋪上富有西貢鄉村特色的青綠燒磚瓦片，配合中國式飛簷設計，園林內有一條如飛龍的有蓋行人道，整體設計佈局為了使更多單位擁有海景，以低密度的鄉村式設計呈現，大廈由東至西逐級而上，使其更能融合西貢鄉郊自然風貌。

## 簡介
香港房屋協會為協助政府安置受郊區重建影響的原區人士，開始發展「郊區公共房屋計劃」，翠塘花園主要安置附近的漁排魚戶。

## 屋邨資料
翠塘花園是房協第3個「郊區公共房屋」，共有11座，第1-10座是「住宅發售計劃」的樓宇，而第11座則作出租用途，設有停車場、商舖（惠康）、休憩園林、兒童遊樂場、社區中心及幼稚園。

## 出租單位面積及編配標凖
| 單位款式 | 編配標凖  | 室內樓面面積 |
| -------- | --------- | ------------ |
| 小型單位 | 2－3人    | 約225平方呎  |
| 中型單位 | 3－4人    | 約366平方呎  |
| 大型單位 | 5人或以上 | 約484平方呎  |

## 教育設施

### 幼稚園
- 太陽島英文幼稚園（西貢分校）（2000年創辦）（位於翠塘花園地下11座）

## 學校

### 幼稚園
- 太陽島英文幼稚園（西貢分校）

### 小學
- 西貢中心李少欽紀念學校
- 西貢崇真天主教學校（小學部）

### 中學
- 西貢崇真天主教學校（中學部）

## 事件

### 防暴警察衝入屋苑拘捕市民

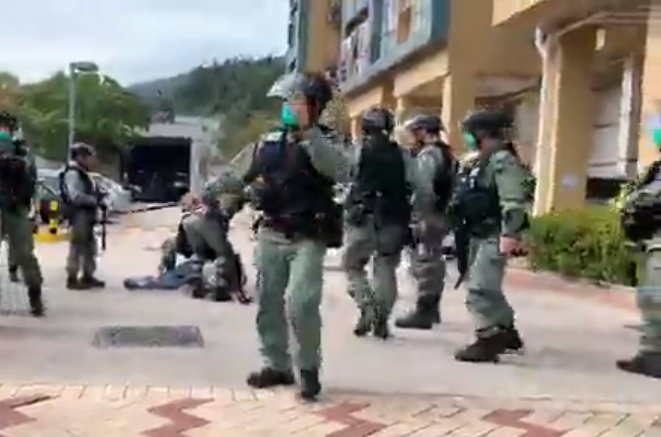
防暴警突然從屋苑閘口跑入，以警棍制服一名男子，他的頭部被爆頭，流血倒地

2020年2月9日下午，一批居民在西貢市中心遊行，反對西貢戶外康樂中心作隔離營。防暴警突然從屋苑閘口跑入，以警棍制服一名男子，他的頭部被爆頭，流血倒地，之後疑陷入昏迷。而在場警員以口罩為該男子「止血」，拖延兩分鐘後才容許急救員施救。急救員表示該男子頭部少量骨裂，事後地上留下大量血跡。
隨後至少30名防暴警察進入翠塘花園搜捕，截查市民，在場採訪的傳媒及區議員。有人不滿警員進入私人屋苑制服市民。有拍攝警員的市民也被拘捕。有婦女哭訴並質問防暴警察為何進入屋苑騷擾他們，認為他們沒有犯罪。但防暴警察以「出去跟那些蟑螂（示威者）哭訴吧！」和「這裏不是私人屋苑，妳住公屋的！」的涼薄說話斥責該名婦女。

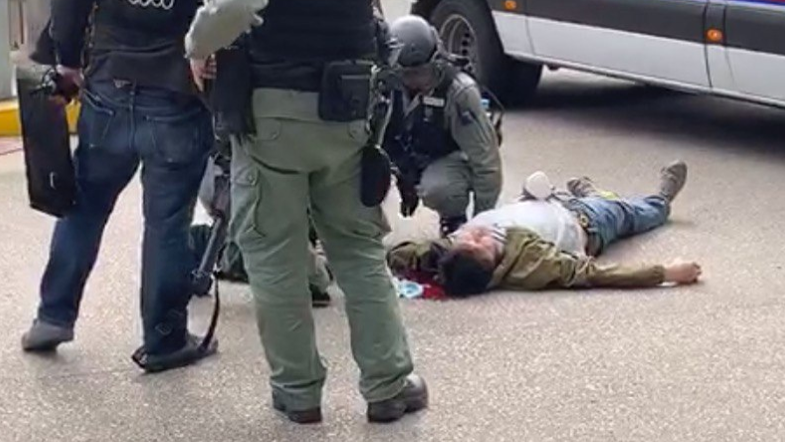
一名男子被防暴警以警棍制服，他的頭部被爆頭，流血倒地，而在場警員只以口罩為該男子「止血」
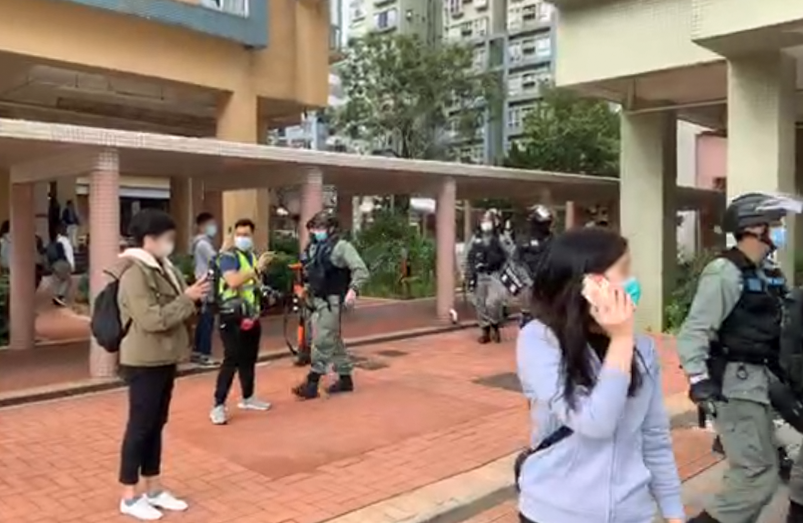
防暴警要求在私人屋苑內的市民離開
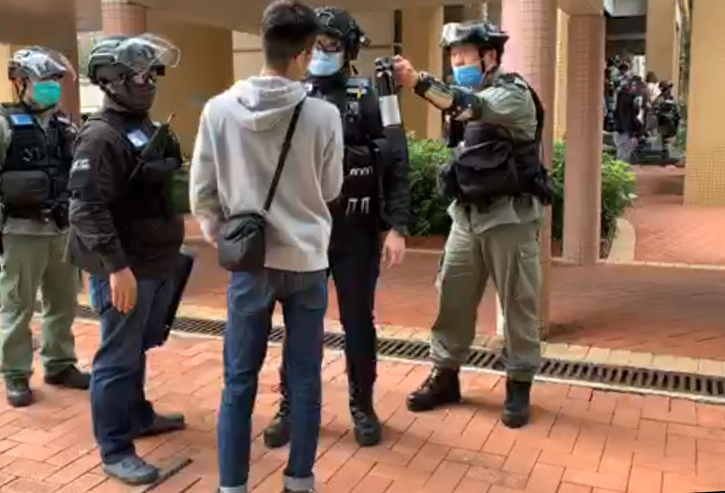
有拍攝警員的市民被警告，其後被拘捕
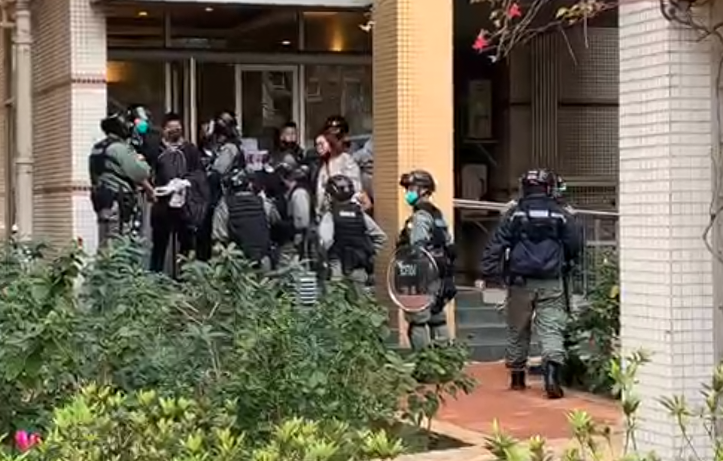
防暴警察在屋苑範圍截查多名市民，在場採訪的傳媒及區議員

|}